# Нерођендан
Нéрођендан (енгл. Unbirthday) је догађај, који се може обележавати сваког другог дана, осим на дан свог личног рођендана. 
Неологизам «unbirthday» смислио је Луис Керол и употребио у свом делу «Алиса с оне стране огледала», што је створило «Песму о нерођендану» у Дизнијевом цртаћу «Алиса у земљи чуда».
У «Алиси с оне стране огледала» Залуд-Узалуд ставља кравату (Алиса је прво погрешила и заденула ју је за појас), коју су му, како он каже, «поклонили за нерођендан» Бели Краљ и Краљица. После тога, Алиса је рачунала број дана нерођендана у години.
У цртаном филму «Алиса у земљи чуда», Алиса наилази на Лудог шеширџију, Мартовског зеца Соњу, који славе нерођендан, певајући «Песму о нерођендану». Прво Алиса не схвата какав је то празник, али када јој је Луди шеширџија објаснио, она схвата, да је то и њен нерођендан, и прихвата забаву.
Обележавање нерођендана је такође представљено у стрипу «Unbirthday Party with Alice in Wonderland» 1951. године, чије се прво издање поклапало са издањем цртаног филма.
Такође, «UnBirthday» је песма аустралијског музичара електронске музике Пого, са његовог мини-албума Wonderland. Ова песма је ремикс сцене цртаног филма «Алиса у земљи чуда».